# Skånes-Fagerhults landskommun
För landskommunen i Småland, se Fagerhults landskommun
Skånes-Fagerhults landskommun var en tidigare kommun i dåvarande Kristianstads län.

## Administrativ historik
När 1862 års kommunalförordningar började gälla inrättades över hela landet cirka 2 400 landskommuner, de flesta bestående av en socken. Därutöver fanns 89 städer och 8 köpingar, som då blev egna kommuner.
Då bildades i Fagerhults socken i Norra Åsbo härad i Skåne en kommun med namnet Fagerhult. I särskiljande syfte (det finns många Fagerhult i Sverige) kallade Postverket ortens poststation först för Åsbo-Fagerhult och från 1923 för Skånes-Fagerhult. Först 1949 ändrades dock kommunens namn.
Kommunreformen 1952 påverkade inte Skånes-Fagerhult, som kvarstod som egen kommun fram till 1971, då den genom sammanläggning gick upp i Örkelljunga kommun. Sammanläggningen föregicks av en lokal folkomröstning 1962 då invånarna i kommunen hade att ta ställning mellan att gå samman med Örkelljunga kommun eller Markaryds kommun och byta län till Kronobergs län. Resultatet blev en seger för Örkelljunga-linjen.
Kommunkoden 1952-1970 var 1136.

### Kyrklig tillhörighet
I kyrkligt hänseende tillhörde kommunen Skånes-Fagerhults församling.

## Geografi
Skånes-Fagerhults landskommun omfattade den 1 januari 1952 en areal av 111,09 km², varav 104,54 km² land.

### Tätorter i kommunen 1960
I Skånes-Fagerhults landskommun fanns tätorten Skånes-Fagerhult, som hade 818 invånare den 1 november 1960. Tätortsgraden i kommunen var då 42,9 procent.

## Politik

### Mandatfördelning i valen 1938-1966
| 7 | 8 |

| 15 |

| 7 | 4 | 4 |

| 15 |

| 7 | 1 | 5 | 2 |

| 15 |

| 9 | 7 | 3 | 6 |

| 24 |

| 10 | 5 | 4 | 6 |

| 24 |

| 6 | 4 | 6 | 3 | 6 |

| 24 |

| 9 | 6 | 3 | 7 |

| 23 |

| 8 | 5 | 4 | 8 |

| 23 |